# ازهار الروضتین
ازهار الروضتین فی اخبار الدولتین، نوشتهٔ ابوشامه، ابوالقاسم شهاب‌الدین عبدالرحمن بن اسماعیل بن ابراهیم مقدسی، فقیه، محدث، ادیب و مورخ دمشقی است. این کتاب اطلاعاتی دربارهٔ حوادث زمان فرمانروایی نورالدین محمود زنگی و صلاح‌الدین ایوبی دارد که از بهترین مآخذ تاریخ جنگ‌های صلیبی و مهم‌ترین تألیفات تاریخی وی است. انگیزه مؤلف در تدوین این اثر برانگیختن فرمانروایان و حاکمان محلی به پیروی از دو سلطان یاد شده؛ و ذکر فضل و بزرگواری آنان بوده‌است. وی در این کتاب، حوادث تاریخی را از زمان نورالدین محمود زنگی تا هنگام مرگ صلاح‌الدین در سال ۵۸۹ به‌طور سال‌شمار و با استفاده از مآخذ معتبر معاصر، ماننده تاریخ ابن قلانسی، رسائل قاضی فاضل، کتاب ابی‌طی، البرق الشامی، الفتح القدسی و الخریده کاتب اصفهانی، النوادر السلطانیه ابن شداد و التاریخ الباهر ابن اثیر، با ذکر منابع مذکور آورده و گاه نیز مطالب خود را از شاهد آن واقع برگرفته است. ابوشامه در کتاب الروضتین، ضمن رعایت شیوهٔ سال‌شماری به شیوهٔ فرهنگنامه‌ای، شرح حال افراد بسیاری از بزرگان و عالمان عصر نورالدین و صلاح‌الدین را به تفصیل ذکر کرده‌است؛ و نیز به روش تاریخ‌های عمومی، البته با اختصار، در ذیل هر سال اخبار و اطلاعاتی در همه زمینه‌ها به دست می‌دهد.